# Lise Léveillé
Pour les articles homonymes, voir Léveillé.
Lise Léveillé, née Lise Annique Léveillé le 14 avril 1982 à Burnaby en Colombie-Britannique, est une gymnaste canadienne-française.

## Biographie
Lise Léveillé a fait ses études à Vancouver Nord.
Elle est membre de l'équipe de gymnastique de l'Université Stanford aux États-Unis. Elle poursuit des études de médecine à Vancouver.
Médaillée de bronze à la poutre et au concours par équipe aux Jeux du Commonwealth de 1998, elle remporte la médaille d'or à la poutre aux Jeux panaméricains de 1999 à Winnipeg et représente le Canada aux Jeux olympiques d'été de 2000.